# Лессоло
Лессоло (итал. Lessolo) — коммуна в Италии, располагается в регионе Пьемонт, в провинции Турин.
Население составляет 2011 человек (2008 г.), плотность населения составляет 287 чел./км². Занимает площадь 7 км². Почтовый индекс — 10010. Телефонный код — 0125.
Покровителем коммуны почитается святой Георгий, празднование 23 августа.

## Демография
Динамика населения:

## Администрация коммуны
- Официальный сайт: http://www.comune.lessolo.to.it/